# العربية لصناعة الأدوية
الشركة العربية لصناعة الأدوية (APM) هي شركة أدوية ورعاية صحية مقرها الأردن. يقع مقرها الرئيسي في عمّان. تأسست عام 1962، وهي تدير منشأتين إنتاجيتين رئيسيتين، في «السلالم» و«البحيرة». 
الشركة العربية لصناعة الأدوية مدرجة في مؤشر بورصة عمان الوزني، والآن مدرجة ضمن مجموعة الحكمة.
تعد الشركة نشطة في سوق التصدير، وتعمل الشركة مع العديد من الشركاء الدوليين، بما في ذلك شركة تاكيدا اليابانية للأدوية.

## وصلات خارجية
الموقع الرسمي للشركة العربية لصناعة الأدوية